# Convenção de Barcelona

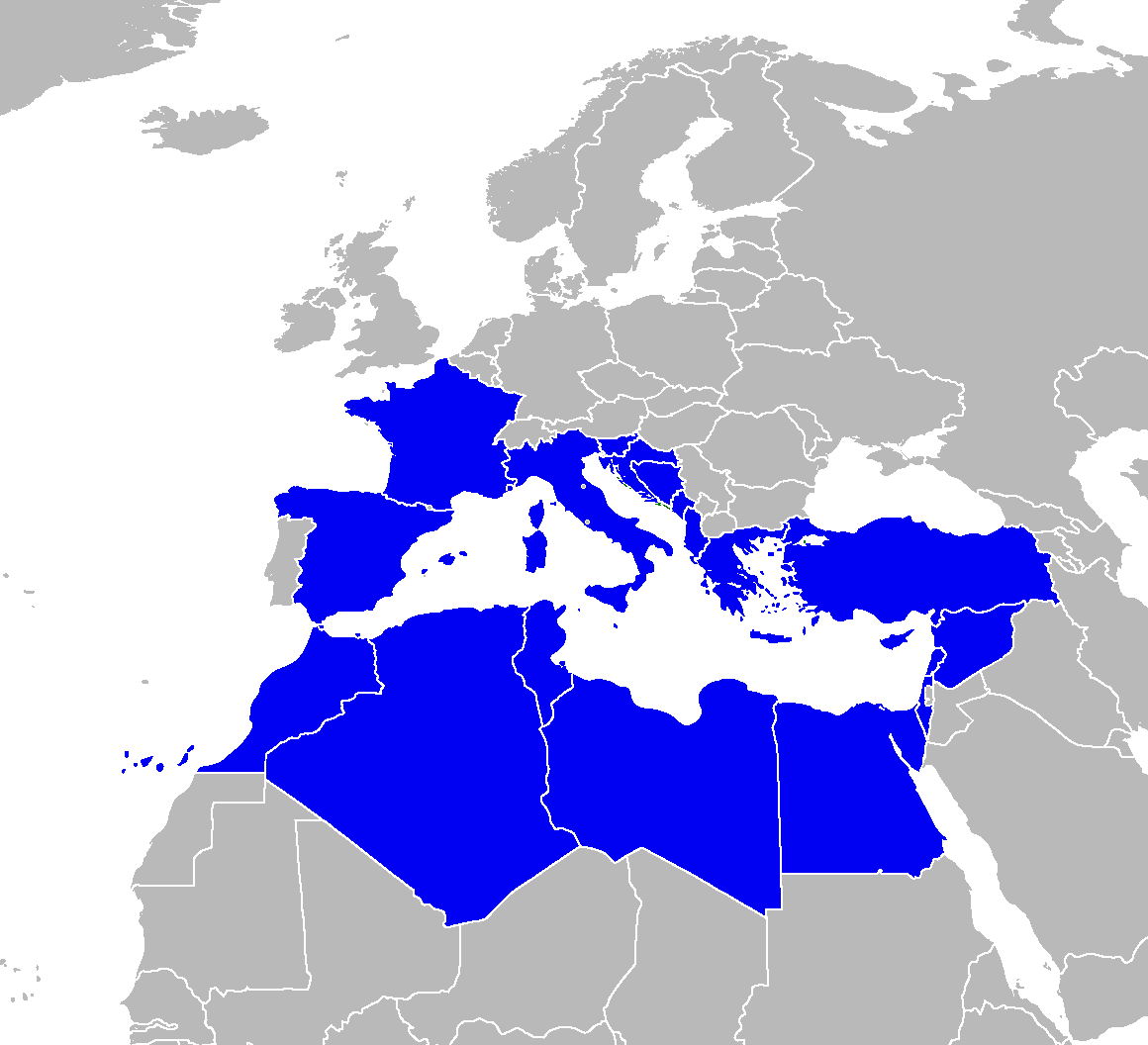
Mapa dos países signatários da convenção.

A Convenção para a Proteção do Meio Marinho e da Região Costeira do Mediterrâneo, originalmente chamada de Convenção para a Proteção do Mar Mediterrâneo contra a Poluição, e muitas vezes simplesmente referida como a Convenção de Barcelona, é um convenção regional adotada no ano de 1976 para prevenir e reduzir a poluição de navios, aeronaves e fontes terrestres no Mar Mediterrâneo. Isso inclui, mas não se limita a despejo, escoamento e descargas. Os signatários concordaram em cooperar e ajudar a lidar com emergências de poluição, monitoramento e pesquisa científica. A convenção foi adotada em 16 de fevereiro de 1976 e alterada em 10 de junho de 1995.

## Metas
A principal meta da convenção é "reduzir a poluição no Mar Mediterrâneo e proteger e melhorar o ambiente marinho na área, contribuindo assim para o seu desenvolvimento sustentável". Para isso, foram estabelecidos uma série de objetivos e compromissos:

### Objetivos
- Prevenir, reduzir, combater e, na medida do possível, eliminar a poluição na Zona do Mar Mediterrâneo.
- Atingir o objetivo do desenvolvimento sustentável, tendo plenamente em conta as recomendações da Comissão Mediterrânica para o Desenvolvimento Sustentável (MCSD), o órgão consultivo instituído pelo artigo 4.º da Convenção.
- Para proteger o meio ambiente e contribuir para o desenvolvimento sustentável:
  - Ao aplicar o princípio da precaução e que o poluidor deve pagar.
  - Ao realizar Avaliações de Impacto Ambiental (EIA).
  - Ao promover a cooperação entre os Estados costeiros nos procedimentos de AIA.
  - Promover a gestão integrada das zonas costeiras, tendo em conta a proteção das zonas de interesse ecológico e paisagístico e a utilização racional dos recursos naturais.

- Para aplicar a Convenção e seus Protocolos:
  - Adotando programas e medidas com prazos definidos para conclusão.
  - Utilizando as melhores técnicas disponíveis e as melhores práticas ambientais.
  - Formular e adotar Protocolos que prescrevem medidas, procedimentos e regulamentos acordados para aplicar a convenção.
  - Promover, junto dos órgãos internacionais competentes, medidas relativas à aplicação de programas de desenvolvimento sustentável e de proteção, conservação e reabilitação do ambiente e dos recursos naturais do Mar Mediterrâneo.

### Compromissos
Os signatários concordaram em tomar medidas específicas:
- contra a poluição devido ao despejo de navios e aviões.
- contra a poluição devido a descargas de navios.
- contra a poluição causada pela prospecção e exploração da plataforma continental, do fundo do mar e do seu subsolo.
- contra a poluição terrestre.
- cooperar em incidentes de poluição que deem origem a situações de emergência.
- proteger a diversidade biológica.
- contra a poluição devido aos movimentos transfronteiriços de resíduos perigosos e eliminá-los.
- para monitorar a poluição.
- cooperar em ciência e tecnologia.
- aplicar a legislação ambiental para facilitar o acesso do público à informação e a participação do público.

## Status
Originalmente, catorze países e as Comunidades Europeias assinaram a Convenção adotada em 1976. Ela entrou em vigor em 12 de fevereiro de 1978. As emendas adotadas em 1995 ainda não foram ratificadas pela Bósnia e Herzegovina. Partes são todos os países com litoral mediterrâneo, bem como a União Europeia (UE). As Organizações não governamentais (ONGs) com interesse declarado e governos de terceiros têm direito ao status de observadores.
A convenção é aplicável à Zona do Mar Mediterrâneo. Esta é definida como as águas marítimas do Mediterrâneo enquanto tal, com todos os seus golfos e mares afluentes, delimitadas a oeste pelo estreito de Gibraltar e a leste pelo estreito de Dardanelo. As partes podem estender a aplicação da convenção às áreas costeiras dentro de seu próprio território.

## Signatários
São signatários do tratado:
- Albânia
- Argélia
- Bósnia e Herzegovina
- Croácia
- Chipre
- Egito
- Eslovênia
- Espanha
- França
- Grécia
- Israel
- Itália
- Líbano
- Líbia
- Malta
- Mónaco
- Montenegro
- Marrocos
- Síria
- Tunísia
- Turquia
- União Europeia